# Amiral SC de Québec

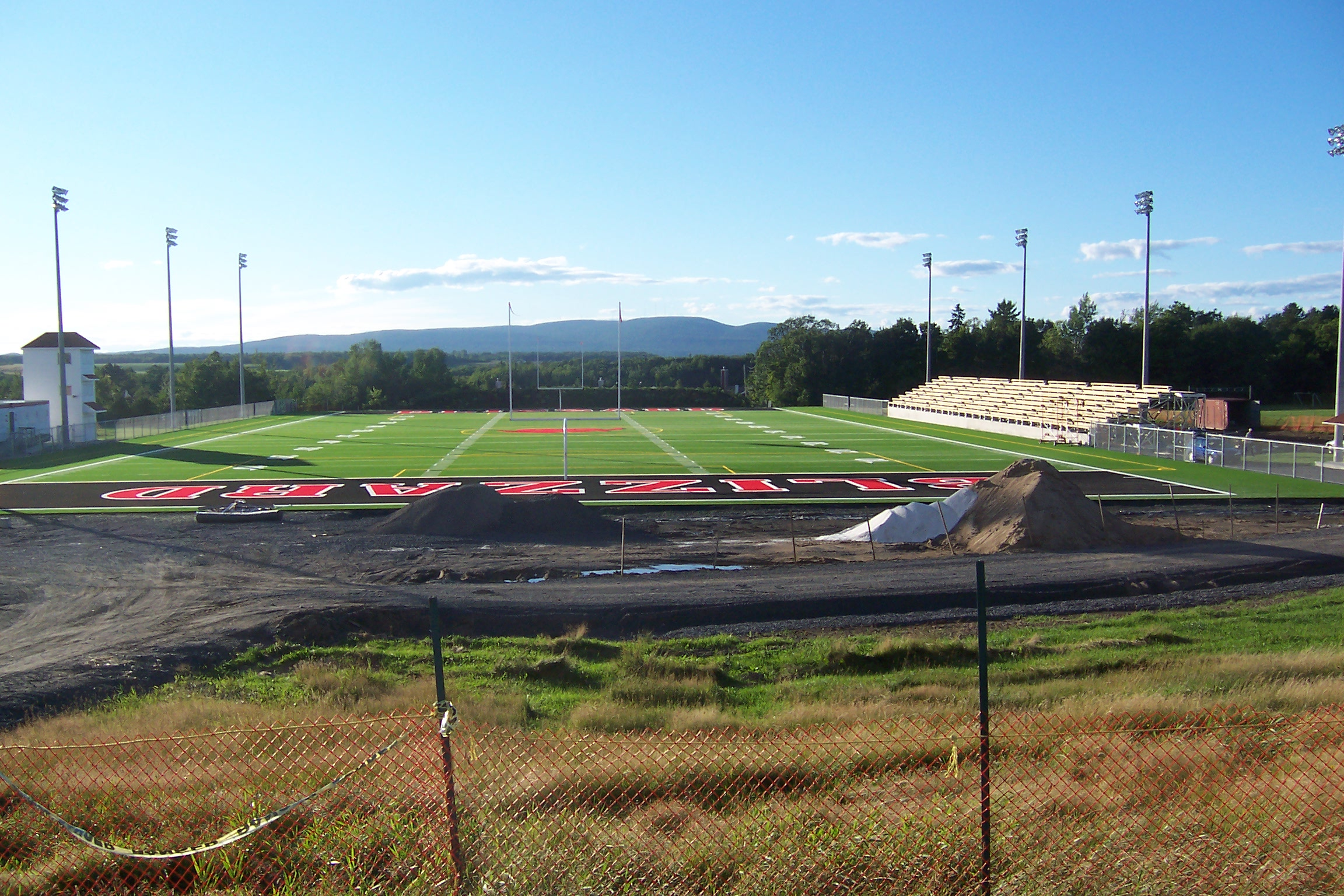
Le terrain du SSF où jouait l'Amiral en 2009 et 2010, vu ici en 2007 avant son ouverture

Maillots
L'Amiral SC de Québec est un club de soccer féminin basé à Québec ayant existé de 2007 à 2014. Il joue dans la division centrale de la conférence Centrale de la USL W-League. Les couleurs du club sont le noir, l'or et le blanc. Il joue ses matchs à domicile au stade du Cégep Garneau, à Québec). En 2014, l'Amiral SC devient le Dynamo de Québec.

## Histoire

### Changement de nom
Le nom original de l'équipe, lors de l'annonce de sa création, est l'Arsenal de Québec. Cependant, en janvier 2009, les avocats torontois représentant le club anglais Arsenal F.C. écrivent au club québécois, exigeant le changement du nom parce qu'ils revendiquent la propriété exclusive de cette marque de commerce au Canada. Le club de Québec décide d'accéder à cette demande au lieu d'engager des frais judiciaires pour contester. Le nom Amiral SC de Québec  est alors choisi car il fait référence à l'aspect maritime de la ville de Québec, et aussi parce qu'il permet au club de garder le même logo où domine la lettre A.

### Fondation
L'Amiral SC est fondé en 2008 par 4 promoteurs: Samir Ghrib, David Desloges, Stéphane Alain et Maxime Barabé. Le club est créé afin d'offrir un débouché aux joueuses de soccer de haut niveau des régions de la ville de Québec et de Chaudière-Appalaches . Propriété de l'Association Régionale de Soccer de Québec (ARSQ), le club est un organisme à but non lucratif.  La présentation des couleurs du club et de l'organisation a lieu le 24 septembre 2008.  Le directeur général du club était Maxime Barabé et les autres administrateurs étaient Samir Ghrib, David Desloges, Michel Vallée et Stéphane Alain jusqu'en fin de saison 2011. Par la suite l'homme d'affaires multi-millionnaire de la région de Québec Denis Poulin s'est associé avec le club et en est devenu le nouveau propriétaire/président. Stéphane Alain déjà dans l'organisation du club a été nommé Directeur général en remplacement de Maxime Barabé  qui a dû quitter ses fonctions en raison de nouvelles obligations professionnelles. L'organisation est toujours un OBNL qui a pour but la promotion du soccer et le développement des joueuses.

### Disparition
En 2014, l'Amiral SC devient le Dynamo de Québec.

## Parcours en W-League

### Saison 2009
À sa première saison dans la W-League, l'Amiral SC surpasse les attentes avec un dossier de neuf victoires, quatre revers et un match nul. L'excellent début de saison compense pour les nombreuses blessures survenues pendant la saison (déchirures ligamentaires au genou pour Josée Bélanger et Caroline Vaillancourt, séparation de l'épaule pour Geneviève Marcotte et une mononucléose pour Virginie Jacques) . Les nombreuses joueuses blessées n'empêche cependant pas l'Amiral SC  de se qualifier pour les séries éliminatoires de fin de saison. Malheureusement l'équipe est éliminé 0-5 dès le premier tour éliminatoire par le Buffalo Flash .

### Saison 2010
Après une première saison teintée de succès, les attentes sont élevés. Un début de saison en dents de scie et un jeu collectif qui ne prend pas son envol amène l'équipe à terminer au 4e rang avec 6 victoires, 4 défaites et 2 matchs nuls. L'Amiral SC ne peut se qualifier pour les séries éliminatoires de fin de saison,. Peu de temps après, l'entraineur-chef Jonas Worth est congédié. Samir Ghrib, un des membres fondateurs de l'Amiral est appelé à la rescousse et prié de terminer la saison. 

### Saison 2011
Après un début difficile,, l'Amiral SC renoue avec la victoire en mi-saison pour terminer sa saison en force Troisième au classement final,, les joueuses de l'Amiral Sc sont des séries éliminatoires,: Le 23 juillet, elles affrontent leurs éternelles rivales, les Comètes de Laval  en demi-finale de conférence et gagnent 3-1 grâce à deux buts en prolongation, dont le but décisif par la jeune recrue Mélissa Roy. Dans l'autre demi-finale, le  grand Champion de la saison, le Fury d'Ottawa , élimine 4-0 les Lady Lynx de Toronto,. Les deux vainqueurs des demi-finales, Québec et Ottawa, s’affrontent en finale de conférence le 24 juillet. C'est le carnage: Ottawa vainc Québec 6-0 ,. Le Fury d'Ottawa se qualifie ainsi pour le carré d'as de la W-League avec les vainqueurs des autres conférences

### Saison 2012
L'intérim de Ghrib, finalement, se prolongera jusqu'en 2014. Sous sa direction, secondé par Guillaume Couillard, Christophe Blin et Gabriel Bouchard, l'Amiral sera Champion de sa conférence en 2012 et participera pour la première fois au Final Four qui se déroulera à Ottawa.
Pour sa quatrième saison, le club perd 5 de ses 11 partantes:
- La défenseure Christina Di Ielsi et l'attaquante Véronique Laverdière partent jouer pour les Comètes de Laval[32].
- La défenseure Myriam Bouchard  plie bagage pour aller jouer avec le Philadelphia Fever qui évolue dans la WPSL Elite League aux États-Unis[33]. .
- L'attaquante Mélissa Lesage  et Laura Chénard  prennent leur retraite définitive du soccer.

Pour compenser ses pertes, la direction du club effectue un virage jeunesse en recrutant de nouvelles joueuses de la région de Québec. Cette relève s'appelle Kathleen Bérubé-Garneau, Joëlle Gosselin, Mélissa Roy, Frédérique Paradis, Audrey Lagarde, Gabrielle Lapointe toutes isues de la Ligue de soccer élite du Québec.  De plus les internationales Imen Troudi et Sabrine Mamay viennent rejoindre leur coéquipière de l'équipe nationale tunisienne Maroua Chebbi. Cette dernière a porté le maillot de l'Amiral en 2009 et se taille à nouveau une place dans l'équipe cette saison.
Complètement rajeunie et renouvelée dans son effectif, l'Amiral SC de Québec se donne comme devise en début de saison : On va apprendre et on va surprendre. Les jeunes joueuses recrutées apprennent rapidement et surprennent de nombreux observateurs. En fin de saison, l'équipe affiche 8 victoires, 2 nulles et seulement 2 défaites avec en prime une victoire historique sur le Fury d'Ottawa sur son propre terrain, à Ottawa le  15 juillet.  Les féminines du Fury d'Ottawa n'avaient pas perdues lors de leurs 30 derniers matchs à domicile. L'Amiral termine sa saison 2012 au 2e rang dans la Division centrale. Avec une deuxième position au classement final, l’Amiral s'assure l’avantage du terrain en séries éliminatoires.  Ce qui lui permet de recevoir sur son terrain pour la première fois les séries éliminatoires de conférence (les 21 et 22 juillet): (cela est dû au fait que le Fury d'Ottawa est l'équipe hôte du Final Four de la W-League (du 27 au 29 juillet). 
Lors des séries éliminatoires, en demi-finale de conférence, le 21 juillet, l'Amiral élimine facilement Hamilton FC Rage, 6 à 1. La finale de conférence se tient le lendemain, le 22 juillet, avec comme adversaire, la vainqueure de l’autre demi-finale, les Comètes de Laval. Dans cette finale, les  Comètes sont les premières à ouvrir le pointage, à la 10e minute. La réplique de l'Amiral vient 20 minutes plus tard lorsque sur un corner, la défenseure centrale Frédérique Paradis, redirige avec sa tête une frappe d Audrey Lagarde. C'est toujours l'égalité 1-1 après le temps réglementaire de 90 minutes. Il faut aller en prolongation pour dénouer l'impasse. Après 120 minutes de jeu, c'est encore l'égalité 1-1 entre les Comètes et l'Amiral. L’Amiral triomphe finalement 5-4 aux tirs au but. L’Amiral se mérite ainsi son premier titre de son histoire, championne de la Conférence Centrale, et  accède au  Final Four de la W-League qui se tient au complexe sportif du Collège Algonquin, à Ottawa, durant le week-end du 27-28- 29 juillet,.
Au premier match du Final four, le 27 juillet. la défensive des Pali Blues est implacable et les attaques de Josée Bélanger et d'Imen Troudi de l'Amiral sont neutralisés.  Les Pali Blues l'emportent 2-0 sur Québec et passent en finale de championnat.
Lors du match de la 3e place, l'Amiral s'incline en fusillade devant DC United.

## Bilan général
| Année | Ligue        | Conférence          | Division                 | Saisons régulières | Séries éliminatoires                                                     |
| ----- | ------------ | ------------------- | ------------------------ | ------------------ | ------------------------------------------------------------------------ |
| 2009  | USL W-League | Conférence centrale | Division des Grands Lacs | Termine 3e         | Perd en première ronde éliminatoire                                      |
| 2010  | USL W-League | Conférence centrale | Division des Grands Lacs | Termine 4e         | Ne se qualifie pas pour les éliminatoires                                |
| 2011  | USL W-League | Conférence centrale | Division des Grands Lacs | Termine 3e         | Perd en finale de conférence                                             |
| 2012  | USL W-League | Conférence centrale | Division Centrale        | Termine 2e         | Remporte le titre de conférence mais défait en demi-finale au Final Four |

## Honneurs de l'équipe
- USL W-League Central Conference Champions 2012

## Rivalités
Depuis la création de l'Amiral SC, s'installe une grande rivalité avec les Comètes de Laval, l'autre équipe québécoise dans la W-League ,. Lors des trois premières saisons de l'Amiral, une dizaine d'anciennes joueuses des Comètes de Laval évoluent pour l'Amiral SC,. Plusieurs observateurs tel que le magazine Québec Soccer parlent du « Derby québécois »  entre les deux clubs féminins.

## Anciennes joueuses célèbres
- Myriam Bouchard[60]: saisons 2010,2011
- Mélissa Lesage[61]: saisons 2009, 2010, 2011
- Caroline Vaillancourt[62],[63],[64]: saisons 2009, 2010

## Distinction individuelle
La défenseure Myriam Bouchard et l'attaquante Véronique Laverdiere sont élues sur l'équipe d'étoiles 2011 All-Conference Teams de la W-League.
En 2012, l'attaquante Imen Troudi est élue sur l'équipe d'étoiles de la W-League

## Équipe technique 2012
- Directeur général et président :  Denis Poulin
- Entraineur-chef : Samir Ghrib[67],[68]
- Entraîneur-adjoint : Guillaume Couillard[69].
- Entraîneur des gardiennes : Christophe Blin
- Médecin : Dr Sylvain Boutet
- Médecin : Dr Sylvain Lachance
- Médecin : Dr Caroline Boulanger
- Préparateur physique :  Gabriel Bouchard-Vincent
- Physiothérapeute en chef : Andrée-Anne Ferron
- Physiothérapeute : Patrice Pépin
- Physiothérapeute-étudiante : Laurie Thiboutot
- Physiothérapeute-étudiante :  Amélie Bédard
- Physiothérapeute-étudiante :  Emmanuelle Dupont

### Anciens entraineurs-chefs
- Fabien Cottin, (2009) [70],[71],[72]
- Jonas Worth, (2010) [73]

### Anciens entraineurs-adjoints
- Marie-Ève Laflamme, (2009)
- Eduardo Guerra, (2010) [74]